# Journal of Climate
El Journal of Climate (JCLI) es una revista científica quincenal revisada por pares y publicada bimensualmente por la American Meteorological Society (AMETSOC). Abarca las investigaciones que hacen avanzar la comprensión básica de la dinámica y la física del sistema climático a grandes escalas espaciales, incluida la variabilidad de la atmósfera, los océanos, la superficie terrestre y la criosfera; los cambios pasados, presentes y futuros previstos en el sistema climático; y la simulación y predicción del clima.